# Erich Fascher
Erich Fascher (* 14. Dezember 1897 in Göttingen; † 23. Juli 1978 in Potsdam) war ein deutscher evangelischer Theologe. Er war der Begründer der Sammlung Theologischer Handkommentar zum Neuen Testament, die von 1968 bis 1998 in der Evangelischen Verlagsanstalt erschien.

## Leben und Wirken
Erich Fascher war der Sohn eines Kaufmannes. Nach dem Abitur begann er 1916 an der Universität Göttingen mit dem Studium der Theologie. 1917/1918 nahm er am Ersten Weltkrieg als Sanitätsgefreiter teil und setzte anschließend sein Theologiestudium fort.
1921/22 war er Kandidat im Predigerseminar Erichsburg und anschließend Assistent am Neutestamentlichen Seminar der Universität Göttingen. 1924 wurde er mit der Arbeit Die formgeschichtliche Methode zum Lic. theol. promoviert, 1926 habilitierte er sich für das Fach Neues Testament. Danach arbeitete er als Privatdozent in Marburg und erhielt 1930 einen Lehrstuhl in Jena. Nach Konflikten mit nationalsozialistisch gesinnten Studenten wurde er 1936 an die Theologische Fakultät der Universität Halle versetzt. Während des Zweiten Weltkrieges war Erich Fascher Lazarettseelsorger und Leiter eines Sprachenkonvikts. Zwei seiner Texte wurden in der Sowjetischen Besatzungszone auf die Liste auszusondernder Literatur gesetzt.
Nach dem Zweiten Weltkrieg trat Fascher 1945 in die CDU ein und engagierte sich in der Landespolitik. 1946/1947 war er Mitglied des 1. Landtages Sachsen-Anhalt und dort CDU-Fraktionsvorsitzender, dann wurde er Mitglied des 1. Volksrates der SBZ und später der Volkskammer. In der CDU war er ab 1946 Stellvertretender Landesvorsitzender und von 1948 bis 1950 Vorsitzender des CDU-Landesverbandes Sachsen-Anhalt. Außerdem war er Mitglied des Zentralvorstandes der Gesellschaft für Deutsch-Sowjetische Freundschaft.
Wegen seiner kritischen Haltung gegenüber der Dominanz der SED wurde er im Februar 1950 seiner Parteiämter enthoben und nach Greifswald versetzt. 1954 erhielt er einen Ruf an die Humboldt-Universität Berlin. Von 1958 bis zu seiner Emeritierung 1964 war er Dekan der dortigen Theologischen Fakultät.
1962 erhielt er den Vaterländischen Verdienstorden in Silber.

## Schriften
- Die formgeschichtliche Methode. Eine Darstellung und Kritik, Zugleich ein Beitrag zur Geschichte des synoptischen Problems. Dissertation. Universität Göttingen 1924. Töpelmann, Gießen 1924.
- Prophētēs. Eine sprach- und religionsgeschichtliche Untersuchung. Habilitationsschrift. Universität Göttingen/Marburg 1926. Töpelmann, Gießen 1927.
- Vom Verstehen des Neuen Testamentes. Töpelmann, Gießen 1930.
- Adolf Jülicher: Einleitung in das Neue Testament. Neubearbeitung in Verbindung mit Erich Fascher. Mohr, Tübingen 1931.
- Große Deutsche begegnen der Bibel. Verlag Deutsche Christen, Weimar 1935. 2. Auflage: Akademie Verlag, Halle 1937.
- Textgeschichte als hermeneutisches Problem. Niemeyer, Halle (Saale) 1953.
- Albert Schweitzer, Theologe und Künstler, Arzt und Menschenfreund. Hrsg. Parteileitung der Christlich Demokratischen Union Deutschlands. Union, Berlin 1955.
- Sokrates und Christus. Beiträge zur Religionsgeschichte. Koehler & Amelang (VOB), Leipzig 1959.
- Vom Anfang der Welt und vom Ursprung des Menschengeschlechts. Eine Studie zur Religions- und Kulturgeschichte. Tölpelmann, Berlin 1961.
- Frage und Antwort. Studien zur Theologie- u. Religionsgeschichte. Evangelische Verlagsanstalt, Berlin 1968.
- (Mitverf.): Der erste Brief des Paulus an die Korinther. Teil 1: Einführung und Auslegung der Kapitel 1–7. Evangelische Verlagsanstalt, Berlin 1975. 4. Auflage 1988, ISBN 3-374-00356-7.